# Омшеньє
‎‎‎‎‎‎‎‎‎
Омшеньє (словац. Omšenie) — село, громада округу Тренчин, Тренчинський край. Кадастрова площа громади — 24.36 км².
Населення 1907 осіб (станом на 31 грудня 2020 року).

## Географія
Неподалік розташоване водосховище Барачка.

## Історія
Омшеньє згадується 1332 року.

## Населення
| Рік:            | 1994. | 2004.   | 2014.   | 2024.   |
| --------------- | ----- | ------- | ------- | ------- |
| Кількість осіб: | 1928  | 1957    | 1996    | 1816    |
| Різниця:        |       | +1,50 % | +1,99 % | -9,01 % |

| Рік:            | 2023. | 2024.   |
| --------------- | ----- | ------- |
| Кількість осіб: | 1836  | 1816    |
| Різниця:        |       | -1,08 % |